# Џо Марачић Маки
Џо Марачић Маки (1943) југословенски и хрватски је певач поп музике. Један је од најпопуларнијих и гласовно најнежнијих певача поп музике седамдесетих година.

## Биографија
Рођен је у Корнићу, на острву Крк. Са породицом живи у САД.
Као мали дечак сели се родитељима у САД (Асторија, Њујорк), где завршава основну школу и почиње похађати музичку школу. Први инструмент - хармонику, му је купио деда, а када је већ био старији почиње да свира гитару и са групом Далматински бисери почиње да прати популарне певаче: Терезу Кесовију, Мишу Ковача, Ивицу Шерфезија, Радојку Шверко...
У међувремену, радио је у банци, а свирао викендима.
На једној турнеји по Америци и Канади, где је пратио тада популарну групу Про арте, зближио се и постао кућни пријатељ са Ђорђем Новковићем, који га убрзо по повратку у земљу доводи из Амрике и снима са њим први сингл Драга, врати се.
Сарађивао је са бројним композиторима: Ђорђем Новковићем, Александром Ацом Кораћем, Мариом Михаљевићем, Кемалом Монтеном...
Најпознатије песме су: Дал' се сјетиш некад мене, Срце ти је камен, Злато моје, Довиђења, Хало, срце, Пустите срцу нека воли...
Поред музике, његов хоби је летење. Научио је да управља авионом и добио дозволу за управљање једномоторним авионом у приватне сврхе. 
1998. године почео је да прави сопствени авион, који је завршио 2007. године.

## Фестивали
Сплит:
- Ча је мати писала, '75
- Моја обала, '76
- Хвала ти љубави (са групом Македонија), '78
- Ниси више оно дите, '79
- Country Dalmatino,2009

Београдско пролеће:
- Злато моје, '77
- Нај, нај, нај, '78

Загреб:
- Довиђења, награда за најбољег дебитанта жирија Естраде, '76
- Хало, срце, '77
- Све на твоме лицу пише , '78
- Buenas dias Amigos (дует са Душком Локином), '89

Мелодије Истре и Кварнера:
- Малица за пет, '94
- Ту је јубав моја (дует са Нином Начиновићем), '95
- Ту је наше место (дует са Елеонором Турчиновић), '97
- Ту је јубав моја, гост ревијалног дела фестивала 2024